# Здание Осетинской женской гимназии
Осетинская женская гимназия (другой вариант наименования — Ольгинская женская гимназия) — памятник архитектуры во Владикавказе, Северная Осетия. Объект культурного наследия России регионального значения. В списке выявленных объектов был обозначен как «Дом Киракозова и Оганова»). Находится на улице Цаголова, 31. Одно из старейших зданий города. Ольгинская женская гимназия сыграла значительную роль в женском образовании в Осетии.

## История
В мае 1862 года осетинский просветитель, первый настоятель Осетинской церкви священник Аксо Колиев открыл первую во Владикавказе школу для осетинских девочек, которую он построил на собственные средства.
В 1866 году школа была взята на попечение Обществом восстановления православного христианства на Кавказе и в этом же году была преобразована в трехклассное учебное заведение. Получила наименование «Ольгинская женская гимназия» в честь посетившей в 1865 году жены наместника Кавказа князя Михаила Николаевича княгини Ольги Фёдоровны
В 1891 году школа, основанная Аксо Колиевым была закрыта. Об этом событии написал Коста Хетагуров в своей статье «Владикавказские письма (Маленькая история)», которая была опубликована в газете «Северный Кавказ». Вместе с другими представителями осетинской интеллигенции Коста Хетагуров обратился к Правительственному Синоду с просьбой сохранить школу. Под давлением осетинской общественности Правительственный синод отменил решение о закрытии школы, преобразовав её в Осетинский женский приют с училищем. В начале XX века в этом училище преподавали осетинские деятели культуры Харлампий Дмитриевич Цомаев и Алексей Георгиевич Гатуев, учились революционерка Надежда Евстафьевна Калоева (1896—1905) и писательница Роза Пшиевна Кочисова.
С 1916 года училище было преобразовано во второклассную учительскую женскую школу, которую закончили первые осетинские учительницы. В июле 1918 года на базе этой учительской гимназии была открыта Осетинская смешанная учительская семинария.
В 1919—1920 годах в здании проходили заседания Осетинского историко-филологического общества.
Гимназия упоминается в нескольких статьях Коста Хетагурова («Владикавказские письма (Маленькая история)», «Развитие школ в Осетии», «Женское образование в Осетии»).